# Max Zähle
Maximilian „Max“ Zähle (* 1. September 1977 in Hannover) ist ein deutscher Filmregisseur.

## Leben
Aufgewachsen ist Max Zähle in Celle als Sohn von Diplomingenieur Hans Henning Zähle und Grundschullehrerin Siegrid Zähle. Max hat zwei Geschwister, Katharina und Sebastian Zähle. Nach seinem Abitur 1997 am Ernestinum Celle zog er 1998 nach Hamburg, um ein Praktikum bei einer Filmproduktion zu machen.
Von 1999 bis 2003 war er freischaffend als Aufnahmeleiter und Regieassistent an verschiedenen Filmsets, dazwischen auch bei einer Postproduktion im Schnitt tätig und begann, Kurzfilme zu inszenieren. Parallel studierte er an der Hanseatischen Akademie für Marketing und Medien (HAMM) „Kommunikation der audio- und visuellen Medien“ mit Abschluss Kommunikationswirt  im Jahr 2002. Anschließend bestand er bei der Handelskammer Hamburg eine Prüfung zum Film- und Videoeditor.
Ab 2004 war er freier Schnittmeister und Regisseur bei verschiedenen Werbefilm- und Musikvideo-Produktionen. Von 2008 bis 2010 absolvierte er an der Hamburg Media School ein Aufbaustudium  zum Filmregisseur mit Master-Abschluss. 2010 hielt er sich mehrere Monate in Kalkutta auf, um den Film Raju zu drehen. Mit diesem erreichte er seine bislang größten Erfolge: 2011 den Studenten-Oscar in Bronze und 2012 die Oscar-Nominierung in der Kategorie Bester nicht-animierter Kurzfilm (Short Film - Live Action).
Im Oktober 2012 war Zähle Mitglied der Jury des Montblanc Drehbuch Preises beim Filmfest Hamburg. Seit Herbst 2012 drehte er mehrere Folgen der Fernsehserie Großstadtrevier.
Für sein Kinodebüt Schrotten! (2016) erhielt er den Publikumspreis beim Max Ophüls Festival Preis.
Das Beziehungsdrama Bist du glücklich? (2018) wurde als bester Fernsehfilm beim Deutschen Fernsehpreis ausgezeichnet und für den Grimme-Preis nominiert.
Am 8. November 2020  hat Zähle sein Tatort-Debüt  mit dem Münster-Tatort Limbus gegeben. Der Tatort hatte mit 13,15 Millionen Zuschauern die zweithöchste Einschaltquote des Jahres 2020.
Zähle ist Mitglied im Bundesverband Regie (BVR). Er ist mit der Regisseurin Johanna Pfaff, der Tochter des Schauspielers und Regisseurs Dieter Pfaff, verheiratet. Er wohnt in Hamburg-Altona.

## Filmografie
- 2001: Haste ma…? (Kurzfilm)
- 2002: Teamsport – No.1 (Musikvideo)
- 2003: Teamsport – Fotoalbum (Musikvideo)
- 2006: Samba – Küss mich für immer (Musikvideo)
- 2006: Alex (Kurzfilm)
- 2009: Der Untermieter (Kurzfilm)
- 2009: Wattwanderer (Kurzfilm)
- 2011: Raju (Kurzfilm)
- 2016: Schrotten!
- 2018: Nord bei Nordwest – Sandy
- 2018: Wolfsland – Der steinerne Gast
- 2018: Bist du glücklich?
- 2020: Tatort Münster –  Limbus[7]
- 2023: Der Greif (Fernsehserie)
- 2023: Achtsam morden (Fernsehserie)
- 2024: Tatort: Was bleibt (Fernsehreihe)

## Nominierungen und Auszeichnungen (Auswahl)
- 2010: Kleiner Filmpreis in Gold, Beste Regie, XXS Dortmunder Kurzfilmfestival, für Wattwanderer
- 2010: Bester Kurzfilm, 21. Kinofest Lünen, für Wattwanderer
- 2010: FILMZ-Kurzfilmpreis, für Wattwanderer
- 2011: European Short Film Competition, Premio del público, Festival de Cine de Alcalá de Henares (Spain),  für Raju
- 2011: Best Foreign Film, LA Shortsfest/USA, für Raju
- 2011: Beste Produktion, Studio Hamburg Nachwuchspreis, für Raju
- 2011: Sonderpreis 22. Internationales Filmfest Emden-Norderney, für Raju
- 2011: Bester Spielfilm, Grand Prix in Almaty/Kasachstan, für Raju
- 2011: Zuschauerpreis, 20th Aspen Shortfest Los Angeles/USA, für Raju
- 2011: Nominierung First Steps, für Raju[8]
- 2011: Bronze in der Kategorie Auslandsfilm bei den Student Academy Awards (Studentenoscar), für Raju
- 2012: Oscar-Nominierung in der Kategorie Short Film (Live Action) (Bester nicht-animierter Kurzfilm), für Raju[9]
- 2016: Publikumspreis 37. Filmfestival Max Ophüls Preis für Schrotten!
- 2020: Deutscher Fernsehpreis für Bist du glücklich?

## Verweise
- Max Zähle bei IMDb
- Max Zähle bei filmportal.de
- Max Zähle bei Crew United
- Max Zähle bei der Agentur Players
- Netzauftritt von Max Zähle
- Der Oscar-Anwärter, taz, 29. April 2011
- Ein Oscar für einen Filmromantiker, Die Zeit, 10. Juni 2011